# 當山みれい
當山 みれい（とうやま みれい、女性、1998年7月27日 - ）は、日本のシンガーソングライター、ダンサー。所属レーベルはMASTERSIX FOUNDATION、所属事務所はYARD。アメリカにおける活動時の名義は "MIREI"、レーベルはCool Japan Music。

## 来歴

### デビュー前
幼稚園の年長から母親の勧めでダンスを始め、小学2年から本格的に歌を習い始める。歌手になろうと思ったはっきりとしたきっかけはなく、物心ついた頃から将来の夢を聞かれたときに歌手以外はイメージできなかったという。
小学4年の2008年にはキッズダンスバトル "SPROUT" 大阪大会に現Dancing DollsのMisakiと共に出場し、準優勝を果たす。
小学5〜6年の頃、両親が買ってきてくれたMacBook Proと作曲ソフトを使い、独学で作詞作曲を始める。

### 初の渡米から全米デビュー
中学1年の2011年9月、英検3級の合格祝いにニューヨークへ行った際に、ライブハウスVillage Undergroundのオープンマイクのステージに立つ。その後、1〜2週間の短期留学を3度ほど経験し、2012年4月11日、アポロ・シアターで行われたアマチュアナイト "Amateur Night -Stars of Tomorrow-" にて優勝。同年9月より1年間ニューヨークへ留学する。
留学中は芸術校プロフェッショナル・チルドレンズ・スクールに通いながら、ミュージカル『Mama, I Want to Sing!』の作者であるヴァイ・ヒギンセン率いるゴスペルチーム "Gospel For Teens" に所属。チームでは唯一のアジア人であり、内部オーディションで選ばれリードボーカルも務めた。また、ニューヨークではマンツーマンのボイストレーニングや、ビヨンセなどの振り付けも担当したラプソディ・ジェームズによるダンスレッスンも行っていた。
2013年1月13日に日本でリリースされたDJ和のコンピレーション・アルバム『A GIRL↑↑ mixed by DJ和』に、MIREI名義でデビュー前の新人ながら楽曲「Hysteric Girl」を書き下ろし提供。
14歳の同年6月18日、MIREI名義で配信シングル「Tattoo」をリリース、全米デビューを果たした。また、Young Moneyのアーテスト、Torionの楽曲「Online」にも参加した。

### 日本デビュー以降
帰国後は2013年12月4日リリースのDJ和のコンピレーション・アルバム『A GIRL↑↑2 mixed by DJ和』に「I Wanna NO feat. SHUN」を提供、2014年3月19日リリースの童子-Tのアルバム『T's MUSIC』収録の「未来へと feat. 當山みれい」に参加するなどの活動を経て、15歳の同年6月25日に両A面シングル『Fallin' Out/I Wanna NO feat.SHUN』をリリースし日本デビュー。iTunesのR&B/ソウルチャートで1位を獲得した。また、6月28日にはダンスユニット・BAD QUEENと共に、ロサンゼルスでBET AWARDSの前夜祭として開催された "BET Experience" に初の日本人として出演、パフォーマンスを披露した。
同年10月1日、2ndシングル『Memories』をリリース。10月22日リリースのSPICY CHOCOLATEのアルバム『渋谷純愛物語』収録の「ひとつだけの feat. TAK-Z & 當山みれい」にも参加した。
2015年に入ってからも、2月4日リリースのDJ和のコンピレーション・アルバム『A GIRL↑↑3 mixed by DJ和』に「Memories」を提供した他、10月21日には「Love Me Crazy」、12月2日には「Our Song」のリリックビデオをYouTubeで公開した(この2曲は後にアルバム『My Way』に収録)。
また、12月16日リリースのglobeのトリビュート・アルバム『#globe20th -SPECIAL COVER BEST-』収録の「Can't Stop Fallin' in Love」、Beat Buddy Boiのミニアルバム『JUICEBOX』収録の「better days feat. 當山みれい」、12月23日リリースのSPICY CHOCOLATEのアルバム『渋谷純愛物語2』収録の「ベイビーガール feat. RAY & 當山みれい」にそれぞれ参加した。
2016年7月20日、RADIO FISHの配信シングル「GOLDEN TOWER (feat. 當山みれい)」に参加した。また、7月29日にはRADIO FISH feat. 當山みれいとしてテレビ朝日系『ミュージックステーション』に初出演。8月26日には赤坂BLITZで開催されたRADIO FISHのワンマンライブ「PERFECT SUMMER」にもゲストとして出演した。
自身の18歳の誕生日である同年7月27日、1stアルバム『My Way』をリリース。iTunesのR&B/ソウルチャートで1位を獲得した。
同年11月23日、3rdシングル『君のとなり』をリリース。

## 人物
- 自身で作詞作曲し、またダンスも踊ることから "ダンサーソングライター" と呼ばれることがある。
- デビュー当初よりお団子ヘアをトレードマークとしていたが、1stアルバム『My Way』以降は見られなくなっている[26]。
- 當山という姓は沖縄に多いもので、父親が沖縄県出身である[27]。
- 身長は154cm[28]、血液型はO型である[29]。
- 歌やダンスの他、小学2年から英会話も習っていた[4]。
- 高校時代は写真部に所属していた[30]。
- 通っていた高校は男女比が偏っており、40人のクラスで男子が7〜8人しかいなかったという[31]。
- 作曲ソフトはPCではLogic、スマートフォンではGarageBandを使用している[32]。
- 父親が車の中でよく流していた『ワッツアップ』シリーズ (USM JAPAN) など、洋楽のコンピレーション・アルバムを多く聴いて育った[4]。そのため、自身の音楽のルーツはヒップホップやR&Bであると語っている[26]。
- 小さい頃から洋楽を聴くことが多く、K-POPやVOCALOIDの楽曲は聴いていたが、リアルタイムで流行っているJ-POPはあまり聴いていなかった。しかし高校入学以降は友人の勧めもあり、ジャニーズやRADWIMPSなどのバンドの楽曲も聴くようになったという[2]。
- 影響を受けたアーティストとして、リアーナ、ビヨンセ、ジャスティン・ティンバーレイク、マイケル・ジャクソン、レディー・ガガ、スティーヴィー・ワンダーらを挙げている[2][3]。
- 「みんなと曲をつくりたい」という想いから、2014年8月7日にLINEの公式アカウントを開設している[33]。実際にON-AIR機能を使い "お悩み相談" を受け付け、集まった悩みを元に作られたデモ曲「LINE ME」をON-AIR上で披露し、その後YouTubeで歌唱映像を公開した[34]。また同曲は「DON'T CRY, LINE ME」として2ndシングル「Memories」に収録された[12]。その後も "DON'T CRY, LINE ME project" と銘打ったお悩み相談は続けられ、同年10月7日にはON-AIRで募集した写真を使った「DON'T CRY, LINE ME」のMVをGYAO!で公開。2015年1月14日にはLINEの友だち限定で、お悩み相談から生まれたデモ曲「Strongers」をYouTubeで公開した。この楽曲は同年12月に「Our Song」としてリリックビデオが一般公開され[16]、1stアルバム『My Way』にも収録された。

### 交友関係
- テラスハウスに出演していた平澤遼子はレーベルの担当A&Rで、平澤にとっては初の担当アーティストである。また先述の「DON'T CRY, LINE ME」の歌詞は、平澤が悩みを相談した時のことも交えて作られている[35]。
- Dancing DollsのMisakiとは同じキャレスボーカル&ダンススクール出身の幼馴染で現在も仲が良く、互いのデビュー以降も "Shrimps" としてたまにダンスコンテストなどに参加している[36]。
- モデルの紗蘭とは元々當山がファンであり、2015年5月30日に行われたBeat Buddy Boi主催のイベント "BBB SHOCK PARTY" での共演以来仲良くなり2人で遊びに行く程である[37][38]。
- 事務所の先輩である清水翔太からは1stアルバムで楽曲提供を受けたほか[39]、誕生日にギターを貰うなどしている[40]。
- FISHBOYのダンススクールに通っており中学3年の頃からの知り合いである。その縁もあり、FISHBOYは「I Wanna NO feat. SHUN」のMVに出演、「Memories」のMVのダンスをプロデュースしており、自身が所属するRADIO FISHの楽曲にもゲストボーカルとして迎えている[26]。
- モデルの八伏紗世とはお互いを「みれいちゃん」「さやちゃん」と呼び合う仲である[41]。

## ディスコグラフィ

### 配信限定シングル
| #                    | 発売日           | タイトル                      | 備考                                                                                       |
| Cool Japan Music     | Cool Japan Music | Cool Japan Music              | Cool Japan Music                                                                           |
| -------------------- | ---------------- | ----------------------------- | ------------------------------------------------------------------------------------------ |
| 1st                  | 2013年6月18日    | Tattoo                        | MIREI名義でのリリース。 日本国内においても2016年2月1日よりAmazon.co.jpで購入が可能である。 |
| MASTERSIX FOUNDATION |                  |                               |                                                                                            |
| 1st                  | 2018年7月25日    | P.S. 等身大のラブソング       | Aqua Timezの楽曲「等身大のラブソング」のアンサーソング。                                   |
| 2nd                  | 2019年5月29日    | 大嫌い feat. さなり           | ミニアルバム『PLAYLIST』収録。                                                             |
| 3rd                  | 2019年7月31日    | Let Me Know                   | ミニアルバム『PLAYLIST』収録。                                                             |
| 4th                  | 2019年9月25日    | もしも feat. まるりとりゅうが | ミニアルバム『PLAYLIST』収録。                                                             |
| 5th                  | 2020年9月30日    | 大迷惑星。                    | 連続カバー企画第一弾。泣き虫☔︎の「大迷惑星。」をカバー。                                   |
| 6th                  | 2020年10月7日    | HACK                          | 連続カバー企画第二弾。 Shuta Sueyoshiの「HACK」をカバー。                                  |
| 7th                  | 2020年10月21日   | 偽愛                          | 連続カバー企画第四弾。 STUPID GUYSさんの「偽愛」をカバー。                                 |
| 8th                  | 2020年11月14日   | いやいいや                    |                                                                                            |
| 9th                  | 2021年8月4日     | またねがあれば                |                                                                                            |
| 10th                 | 2021年11月17日   | 食えない                      | 南雲ゆうき 詩曲提供・アレンジ                                                              |
| 11th                 | 2021年12月15日   | 嵐の前の静けさに              | 荒谷翔大（yonawo）詩曲提供、mabanuaアレンジ                                                |
| 12th                 | 2022年2月9日     | 雨の音                        | 川崎鷹也 詩曲提供、Nobuaki Tanakaアレンジ                                                  |
| 13th                 | 2022年9月28日    | sugar spot                    |                                                                                            |
| 14th                 | 2022年11月16日   | あなたをやめられない          | 落合渉提供曲。イラスト：mano mouth                                                         |
| 15th                 | 2023年1月18日    | ^^                            |                                                                                            |
| 16th                 | 2024年8月28日    | Rainbow                       |                                                                                            |
| 17th                 | 2025年3月5日     | Superwoman                    |                                                                                            |
| 18th                 | 2025年3月12日    | This is love                  |                                                                                            |

### シングル
| #   | 発売日         | タイトル                         | 規格品番                                                  | 最高位 |
| --- | -------------- | -------------------------------- | --------------------------------------------------------- | ------ |
| 1st | 2014年6月25日  | Fallin' Out/I Wanna NO feat.SHUN | SRCL-8560/1:初回生産限定盤 (2CD) SRCL-8562:通常盤 (CD)    | 141位  |
| 2nd | 2014年10月1日  | Memories                         | SRCL-8607/8 (CD+DVD)                                      | 298位  |
| 3rd | 2016年11月23日 | 君のとなり                       | SRCL-9198/9:初回生産限定盤 (CD+DVD) SRCL-9200:通常盤 (CD) | -      |
| 4th | 2018年3月7日   | Dear My Boo                      | SRCL-9617/8:初回生産限定盤 (CD+DVD) SRCL-9619:通常盤 (CD) | 93位   |

### アルバム
| #   | 発売日        | タイトル | 規格品番                                                   | 最高位 |
| --- | ------------- | -------- | ---------------------------------------------------------- | ------ |
| 1st | 2016年7月27日 | My Way   | SRCL-9109/10:初回生産限定盤 (CD+DVD) SRCL-9111:通常盤 (CD) | 137位  |
| 2nd | 2018年8月29日 | Answer   | SRCL-9811/2:初回生産限定盤 (CD+DVD) SRCL-9813:通常盤 (CD)  | 82位   |

### EP・ミニアルバム
| #   | 発売日         | タイトル                 | 規格品番                                                         | 最高位 |
| --- | -------------- | ------------------------ | ---------------------------------------------------------------- | ------ |
| 1st | 2017年7月26日  | 願い E.P.                | SRCL-9464/5:初回生産限定盤 (CD+DVD) SRCL-9466:通常盤 (CD)        | -      |
| 2nd | 2019年10月30日 | PLAYLIST                 | SRCL-11253/4:初回生産限定盤 (CD+DVD) SRCL-11255:通常盤 (CD)      | 163位  |
| 3rd | 2021年3月17日  | still                    | SRCL-11560～1：初回生産限定盤（CD+DVD） SRCL-11562：通常盤（CD） | 221位  |
| 4th | 2023年5月10日  | Lonely in Tokyo EP (JPN) | デジタル配信限定                                                 |        |
| 5th | 2024年7月19日  | NEGAI                    | デジタル配信限定                                                 |        |

### 参加作品
| 発売日         | 曲名                                  | 収録作品                                                                                      | 最高位 |
| -------------- | ------------------------------------- | --------------------------------------------------------------------------------------------- | ------ |
| 2013年1月16日  | Hysteric Girl                         | V.A.『A GIRL↑↑ mixed by DJ和』                                                                | 36位   |
| 2013年12月4日  | I Wanna NO feat. SHUN                 | V.A.『A GIRL↑↑2 mixed by DJ和』                                                               | 29位   |
| 2014年3月19日  | 未来へと feat. 當山みれい             | 童子-T『T's MUSIC』                                                                           | -      |
| 2014年7月23日  | I Wanna NO feat. 當山みれい           | SHUN『Never Change feat.Lyu:Lyu』                                                             | 114位  |
| 2014年10月22日 | ひとつだけの feat. TAK-Z & 當山みれい | SPICY CHOCOLATE『渋谷純愛物語』                                                               | 10位   |
| 2015年2月4日   | Memories                              | V.A.『A GIRL↑↑3 mixed by DJ和』                                                               | 57位   |
| 2015年12月16日 | Can't Stop Fallin' in Love            | globe『#globe20th -SPECIAL COVER BEST-』                                                      | 8位    |
| 2015年12月16日 | better days feat. 當山みれい          | Beat Buddy Boi『JUICEBOX』                                                                    | 102位  |
| 2015年12月23日 | ベイビーガール feat. RAY & 當山みれい | SPICY CHOCOLATE『渋谷純愛物語2』                                                              | 38位   |
| 2016年7月20日  | GOLDEN TOWER (feat. 當山みれい)       | RADIO FISH「GOLDEN TOWER (feat. 當山みれい)」                                                 | -      |
| 2016年10月12日 | GOLDEN TOWER (feat. 當山みれい)       | RADIO FISH『WORLD IS MINE』                                                                   | 16位   |
| 2016年10月26日 | Just You                              | V.A.『A GIRL↑↑4 mixed by DJ和』                                                               | 47位   |
| 2021年3月10日  | 願い ～あの頃のキミへ～               | 恋愛ソングコンピレーションCD「確かに恋だった。」シリーズ第5弾「確かに忘れられない恋だった。」 | 41位   |
| 2021年4月27日  | 隣 (feat.當山みれい)                  | 竹内唯人のデジタル配信シングル                                                                |        |

### その他
- 「かくれんぼ」(2020年10月14日) - 連続カバー企画第三弾。 優里さんの「かくれんぼ」をカバー。YouTubeのみの公開。

### 楽曲提供
作詞
- サンミニ「Look at Me」(2016年12月2日)

## タイアップ
| 起用年 | 曲名                            | タイアップ                                                          |
| ------ | ------------------------------- | ------------------------------------------------------------------- |
| 2014年 | I Wanna NO feat. SHUN           | テレビ東京系『超流派』6月度エンディングテーマ                       |
| 2014年 | Just You                        | 日本テレビ系『ぐるぐるナインティナイン』7 - 9月度エンディングテーマ |
| 2016年 | My Way                          | テレビ東京系『超流派』7月度エンディングテーマ                       |
| 2016年 | Love Me Crazy                   | 関西テレビ・フジテレビ系『雨上がり食楽部』7月度エンディングテーマ   |
| 2016年 | GOLDEN TOWER (feat. 當山みれい) | MBS・TBS系『プレバト!!』8 - 9月度エンディングテーマ                 |
| 2019年 | Let Me Know                     | 関西テレビ・フジテレビ系『グータンヌーボ2』エンディングテーマ       |
| 2019年 | もしも feat. まるりとりゅうが   | 日本テレビ系『バズリズム02』9月度オープニングテーマ                 |

## ミュージックビデオ
| 曲名                                          | 監督           |
| --------------------------------------------- | -------------- |
| 「Fallin' Out / I Wanna NO feat. SHUN」       | moocho         |
| 「QUEEN'S ALIVE」當山みれい×BAD QUEEN         | Yusuke Oishi   |
| 「Memories」                                  |                |
| 「GOLDEN TOWER (feat. 當山みれい)」RADIO FISH | CATTLEYA TOKYO |
| 「My Way」                                    | 務中基生       |
| 「君のとなり」                                | 務中基生       |
| 「君のとなり Another ver.」                   | 務中基生       |
| 「音色 Regards」                              | 務中基生       |
| 「sayonara」                                  | 務中基生       |
| 「願い〜あの頃のキミへ〜」                    |                |
| 「Missing You」                               | 赤井宏次       |
| 「Dear My Boo」                               | Spikey John    |
| 「大嫌い feat. さなり」                       | Spikey John    |
| 「もしも feat. まるりとりゅうが」             | 杉本大地       |

## 出演

### テレビ
- 超流派 (テレビ東京系、2013年11月15日、2014年6月6日、6月27日、8月1日、10月10日、11月7日、12月5日、2015年6月19日、8月28日、2016年1月8日、7月29日、10月7日、10月12日、11月25日、2017年2月3日)
- 流派-R since 2001 (テレビ東京系、2017年7月21日、2019年6月21日、2020年2月7日)
- テラスハウス (フジテレビ系、2014年4月28日、6月16日、8月11日)
- COUNT DOWN TV (TBS系、2014年6月7日)
- Oha!4 NEWS LIVE (日本テレビ系、2014年7月7日)
- news every. (日本テレビ系、2014年7月22日)
- 情報ライブ ミヤネ屋 (日本テレビ系、2014年7月29日)
- す・またん!&ZIP! (読売テレビ、2014年11月28日)
- ライブB♪ (TBS、2016年7月26日、2017年7月25日)
- ミュージックステーション (テレビ朝日系、2016年7月29日)
- 関ジャニ∞のTheモーツァルト 音楽王No.1決定戦 (テレビ朝日系、2016年9月30日)
- ENGEIグランドスラム (フジテレビ系、2017年2月25日)
- MUSIC PLATE (MTV、2014年6月20日)
- 毎週Beat Buddy Boi (ダンスチャンネル、2017年1月30日)
- ドデスカ! (メ〜テレ、2017年8月15日)
- RADIO FISH 2017-2018 TOUR "Phalanx" (WOWOW、2018年4月1日)
- ゴゴスマ -GO GO!Smile!- (CBCテレビ、2018年9月6日)
- プレミアMelodiX! (テレビ東京、2018年9月11日)
- Voice JAM (BS-TBS、2018年9月29日)
- バズリズム02 (日本テレビ系、2019年5月17日)
- 吉田山田のドレミファイル♪ (テレビ神奈川、2019年10月26日)
- 音力-ONCHIKA- (読売テレビ、2019年11月28日)
- バリはやッ!ZIP! (福岡放送、2019年12月2日)

### ラジオ
- NEXT UP! (InterFM、2014年4月28日 - 9月22日) - 第4月曜日担当
- After School Swag (InterFM、2014年10月1日 - 2015年3月25日) - LUHICA、Little Glee Monsterと週替わりでDJを担当
- GTR (AIR-G'、2014年7月23日)
- FUNKY VIBRATION (FM802、2014年7月29日)
- BEEEEP RADIO! (FM802、2014年8月15日)
- めろみゃん＠ (さっぽろ村ラジオ、2014年8月27日)
- ブレイクスカウター (STVラジオ、2014年8月31日)
- SUPER MUSIC EXPRESS (@FM、2014年9月29日 - 10月2日)
- レコメン! (文化放送、2014年10月15日)
- 駿河台大学 presents HITS! THE TOWN SPECIAL (NACK5、2014年10月25日)
- LOVE FM FESTIVAL 2015 ON THE RADIO (LOVE FM、2015年5月5日)
- @FM サンデーナイトスペシャル (@FM、2016年7月31日)
- KEIYOGINKO POWER COUNTDOWN JAPAN HOT 30 (bayfm、2016年8月6日)
- Wake up Music!! (東海ラジオ、2016年8月14日)
- Happy Hour! (InterFM897、2016年11月3日)
- キラメキ ミュージック スター「キラスタ」 (NACK5、2016年11月16日)
- 60TRY部 (ラジオ日本、2016年11月17日)
- Morning NEO -SUNNY- (Radio NEO、2017年8月7日)
- NEXT BREAK MUSIC (MID-FM、2017年8月12日)
- NEXT BREAK Future (MID-FM、2017年8月20日)
- 森谷威夫のお世話になります!! (KBS京都、2017年8月28日)
- SUNNYSIDE BALCONY (α-STATION、2017年8月28日、2018年9月18日)
- Music Bit (FM OH!、2017年8月28日、2018年9月18日)
- トシイトウと小浦杏奈のHappy time Happy music (MID-FM、2017年9月7日)
- 劇団サンバカーニバル (FM-FUJI、2018年3月10日)
- You gott@ POWER (@FM、2018年9月6日)
- Tresen (Fm yokohama、2019年8月5日、8月12日)
- ミュージック・バズ (NHKラジオ第1、2019年12月28日)

### インターネットテレビ
- BPM 〜BEST PEOPLE's MUSIC〜 (AbemaTV、2018年9月22日、2019年10月26日)

### インターネットラジオ
- Airi's Potion (TS ONE、2018年9月19日、9月26日)

### インターネット配信
- DANCE DANCE PALNET (SORA×NIWA、2015年2月3日)
- 沢井美空の「おっとっと日和。」(SHOWROOM、2015年4月13日)

### 舞台
- TOKYO TRIBE（2017年9月30日 - 10月8日、TSUTAYA O-EAST / 10月11日 - 12日、Zepp Nagoya / 10月21日 - 22日、松下IMPホール） - 謎の少女 役
- 劇団TEAM-ODAC 第29回本公演『HOME〜いつか帰るよ、僕だけのHOME〜』(2018年5月9日 - 5月14日、紀伊國屋ホール)

### MV
- JASMINE「sad to say」anniversary Music Video (2014年10月22日)
- 清水翔太「Damage」(2016年2月17日)[48]